# Amphiporus thallius
Amphiporus thallius är en djurart som tillhör fylumet slemmaskar, och som beskrevs av Addison Emery Verrill 1892. Amphiporus thallius ingår i släktet Amphiporus och familjen Amphiporidae. Inga underarter finns listade i Catalogue of Life.